# اوئرباخ
اوئرباخ (به آلمانی: Auerbach, Lower Bavaria) یک شهر در آلمان است که در دگندورف واقع شده‌است.

## خصوصیات
اوئرباخ ۲۴٫۰۶ کیلومترمربع مساحت دارد ۳۱۰ متر بالاتر از سطح دریا واقع شده‌است.